# Ђовагало (Маса-Карара)
Ђовагало је насеље у Италији у округу Маса-Карара, региону Тоскана.
Према процени из 2011. у насељу је живело 36 становника. Насеље се налази на надморској висини од 342 м.